# Sergio Leone
Sergio Leone (Roma, 3 gennaio 1929 – Roma, 30 aprile 1989) è stato un regista, sceneggiatore e produttore cinematografico italiano.
Riconosciuto a livello mondiale come uno dei più grandi registi di tutti i tempi, pur non vincendo nessun premio internazionale, è celebre soprattutto per i suoi spaghetti-western. Nonostante i pochi film diretti, la sua regia ha fatto scuola contribuendo alla rinascita del western negli anni sessanta grazie a titoli come Per un pugno di dollari, Per qualche dollaro in più, Il buono, il brutto, il cattivo (che formano la cosiddetta "trilogia del dollaro") e C'era una volta il West, mentre con C'era una volta in America ha profondamente rinnovato il lessico dei gangster movie (queste ultime due pellicole, assieme a Giù la testa, fanno parte invece della "trilogia della seconda frontiera americana", come definita dallo stesso Leone, altresì conosciuta in seguito come "trilogia del tempo" da una definizione datagli dal critico cinematografico Morandini o anche, infine, "trilogia della fiaba").
Nel 1972 con Giù la testa è stato vincitore del David di Donatello per il miglior regista. Nel 1984 gli è stato inoltre assegnato il David René Clair. Nel 1985 con C'era una volta in America ha vinto il Nastro d'argento al regista del miglior film ed è stato candidato al Golden Globe per il miglior regista e al David di Donatello per il miglior regista straniero. Il 9 ottobre 2014 gli è stato attribuito, alla cerimonia del Premio America presso la Camera dei deputati, un premio speciale alla memoria dalla Fondazione Italia USA.

## Biografia

### Le origini e gli inizi
Sergio Leone nacque a Roma, presso il Palazzo Lazzaroni sito in via dei Lucchesi, a pochi metri dalla fontana di Trevi, il 3 gennaio del 1929, figlio di Roberto Roberti (nome d'arte di Vincenzo Leone), un regista e attore originario di Torella dei Lombardi (in provincia di Avellino), considerato uno dei pionieri del cinema muto italiano, e di Bice Waleran (pseudonimo di Edvige Valcarenghi), un'attrice romana, nata in una famiglia milanese che vantava anche delle remote origini austriache.
Nel 1931, la famiglia Leone si trasferì a via Filippo Casini, nel quartiere popolare di Trastevere: «Il mio modo di vedere le cose talvolta è ingenuo, un po' infantile, ma sincero. Come i bambini della scalinata di viale Glorioso», la targa con questa scritta è stata affissa per segnalare la casa in cui Leone ha vissuto gli anni dell’infanzia e della gioventù lungo la scalinata di viale Glorioso che scende verso Trastevere. Studiò presso i lasalliani, su scelta della famiglia, che avversava l'organizzazione pubblica fascista dell'educazione, dove proprio tra i banchi di scuola delle elementari conobbe uno tra i suoi futuri, più stretti e celebri collaboratori: il compositore Ennio Morricone.

Sergio Leone (primo a sinistra) in Ladri di biciclette (1948)

Non eccelso negli studi, si avvicinò con interesse già da quegli anni alla storia e all'italiano. Antifascista convinto, a quattordici anni decise di unirsi alla Resistenza, venendo però dissuaso dalla madre. Appassionato fin da bambino al cinema statunitense (adorava John Ford e Charlie Chaplin), Leone, dopo le prime esperienze col padre Vincenzo, iniziò a lavorare nell'ambiente cinematografico già all'età di diciotto anni. Ebbe infatti una piccola parte, come comparsa, in Ladri di biciclette di Vittorio De Sica, di cui fu per quel film assistente non retribuito: quando i protagonisti Antonio e Bruno vengono sorpresi a Porta Portese da un temporale si riparano sotto un cornicione dove arrivano anche dei seminaristi stranieri tra cui Leone.
Successivamente, Leone incomincerà a interessarsi del genere peplum, basato su azioni eroiche ed epiche dell'antichità classica. Nel 1949 il padre Vincenzo si ritirò con la moglie Edvige al paese natio di Torella dei Lombardi: il ventenne Sergio, iscrittosi all'università a Giurisprudenza, decise di restare a Roma e di lavorare nel cinema, entrando in contatto con le conoscenze paterne nel mondo cinematografico (Carmine Gallone, Mario Camerini e, soprattutto Mario Bonnard, che lo prese sotto la sua ala protettrice).

### Gli anni cinquanta: ipeplume i primi lavori importanti
Valutò agli albori degli anni cinquanta il suo esordio alla regia, avendo scritto la sceneggiatura di un film, mai prodotto, Viale Glorioso che ricalcava le tematiche espresse da Federico Fellini ne I vitelloni del 1953. L'uscita di questo film convinse temporaneamente Leone ad abbandonare le velleità registiche, dedicandosi all'aiuto regia. I primi lavori di un certo rilievo lo videro prima come assistente regista del padre in Il folle di Marechiaro, successivamente di Carmine Gallone e Alessandro Blasetti, e poi dell'amico di famiglia Mario Camerini. Ricoprì lo stesso ruolo o quello di direttore della seconda unità (non accreditato) in alcune produzioni hollywoodiane di grande importanza, girate agli studi di Cinecittà a Roma, nel periodo della cosiddetta Hollywood sul Tevere: quelli degni di nota sono Quo vadis di Mervyn LeRoy (1951) e soprattutto il colossal Ben-Hur di William Wyler (1959), vincitore di 11 Oscar, di cui Leone diresse la importante e spettacolare scena del "duello delle quadrighe".
Nel 1954 dirige il suo primo film da regista: il cortometraggio documentaristico Taxi... signore?. Nel 1959 subentra a Mario Bonnard, colpito da una malattia che lo costrinse ad abbandonare il set (ma Leone racconterà poi che Bonnard in realtà "scappò a dirigere il film Gastone, con Alberto Sordi, affidandogli la regia del film che stava abbandonando ed in cui lui era stato imbarcato come aiuto regista"), alla regia di Gli ultimi giorni di Pompei, al quale aveva collaborato alla sceneggiatura. Tuttavia i titoli di apertura del film non riportano il suo nome ma solo quello di Bonnard. I produttori affidarono lo sviluppo di una nuova opera cinematografica a Leone (che nel frattempo nel 1960 aveva sposato Carla Ranaldi, ballerina del Teatro dell'Opera di Roma), il quale sviluppò la stessa come una ridicolizzazione del genere, pur restando fedele alla struttura di base.
Da questo intento esordì alla sua prima regia accreditata con Il colosso di Rodi (1961). Grazie alla lunga esperienza, Leone riuscì a produrre il film con un basso budget che sembrasse tanto spettacolare quanto un vero e proprio kolossal di Hollywood. La vicenda, ambientata nell'isola di Rodi, aveva come protagonisti due amanti: un viaggiatore e la figlia del re di Rodi, finanziatore della costruzione di un enorme gigante di bronzo in grado di versare braci ardenti sui viaggiatori nemici che osavano avvicinarsi troppo all'isola. Questo film rappresentò l'ultima esperienza nel genere peplum per Leone, che rifiutò le numerose proposte successive dei produttori cinematografici per riprendere la tematica della sua prima regia.

### Gli anni sessanta: gli "spaghetti-western" e il successo
Nei primi anni sessanta, la richiesta di peplum si esaurì, anche se Leone, dopo un biennio di collaborazioni alle sceneggiature di film del genere, dopo Il colosso di Rodi, stava lavorando alla preparazione del suo terzo peplum, o "film sandalone" (come lo chiamava egli stesso): Le aquile di Roma, una sorta di remake di I sette samurai in chiave peplum. In questo periodo a Leone fu affidata la stesura della sceneggiatura di un western, tratto dall'omonimo romanzo western The Bounty Killer, di coproduzione italo-spagnola, avviata dall'ispanico José Gutiérrez Maesso e sostenuta dall'italiana Jolly Film di Papi e Colombo. Ma l'opera di Leone fu bocciata da Maesso. Nella primavera 1963 l'operatore Stelvio Massi e il direttore della fotografia Enzo Barboni incontrarono Sergio Leone al Bar Rosati in piazza del Popolo. Gli dissero che avevano appena visto al vicino cinema "Arlecchino" il film giapponese La sfida del samurai, suggerendogli di farne un western.
Leone fu tra i pionieri in Italia di quello che divenne il genere preferito dal grande pubblico, il western, dando addirittura vita a un importante sottogenere di matrice italiana, noto con il nome di spaghetti-western, il cui modello stilistico sarà proprio il primo western di Leone, Per un pugno di dollari, del 1964, uno dei film più famosi del genere, che ricalca in gran parte la trama de La sfida del samurai (in giapponese Yojimbo), film di Akira Kurosawa del 1961, come ammesso dallo stesso Leone. Il regista giapponese accusò Leone di plagio, vincendo la causa legale e ottenendo come risarcimento i diritti esclusivi di distribuzione di Per un pugno di dollari in Giappone, Corea del Sud e Taiwan, nonché il 15% dello sfruttamento commerciale in tutto il mondo.

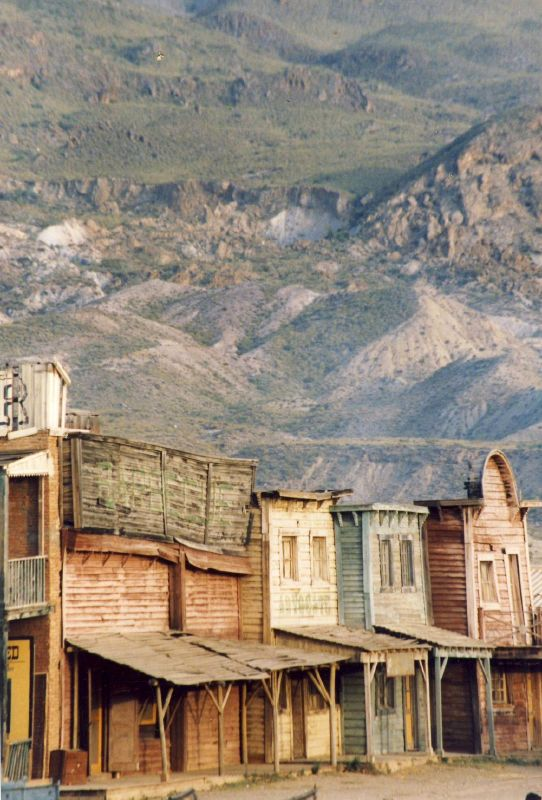
Set di vari film western diretti sia da Sergio Leone sia da altri registi situato ad Almería in Andalusia

L'esigenza di dedicarsi al nuovo genere nacque dalla crisi cinematografica dei primi anni sessanta e dalla ricerca di Leone di forme narrative ispirate al cinema tedesco di genere in voga in quegli anni. Non essendo un amante del genere originale statunitense, decise di lavorare sul gioco delle maschere, ispirandosi alle opere di Carlo Goldoni. Lavorando a questo film, Sergio Leone ha lanciato nel firmamento delle star Clint Eastwood, che fino ad allora era rimasto un modesto attore televisivo statunitense con pochi ruoli al suo attivo.
Per la regia Leone si firmò Bob Robertson, un'anglofonizzazione del nome d'arte usato dal padre Vincenzo, in arte Roberto Roberti, e con l'intenzione di proclamarsi figlio di Roberti. Dovendo essere spacciato come western americano, i nomi nei titoli dovevano sembrare americani: così Gian Maria Volonté si chiamò John Wells ed Ennio Morricone si firmò Dan Savio. La versione definitiva del film fu fortemente condizionata dai problemi di budget basso e in parte alle numerose ubicazioni spagnole; presenta una violenta e moralmente complessa visione del Far West statunitense che sembra da un lato rendere tributo ai classici western, mentre da un altro se ne distacca nei toni.
I due film seguenti, Per qualche dollaro in più (1965) e Il buono, il brutto, il cattivo (1966), completano quella che è conosciuta come la "trilogia del dollaro". Ciascuno di questi film ha potuto beneficiare di un budget sempre maggiore e di migliori mezzi tecnici del precedente, e le capacità del regista sono riuscite anche a produrre risultati via via superiori anche al botteghino, dato il successo di pubblico. Si pensi che quando emissari influenti della United Artists vennero a Roma per sincerarsi del successo di pubblico dei film di Leone, videro che alla prima del film Per qualche dollaro in più c'era stato un vero e proprio assalto alla cassa! Gli americani, poco dopo a cena, chiesero a Sergio Leone "Next movie?", cioè quale fosse il prossimo film. Leone, spiazzato, volse lo sguardo in cerca d'aiuto a Luciano Vincenzoni, cosceneggiatore di Per qualche dollaro in più, il quale senza scomporsi raccontò la trama del film La grande guerra, di cui era stato sceneggiatore, in chiave western. E tanto bastò a entusiasmare gli americani che misero sul piatto un anticipo di circa un miliardo di lire per dare il via al terzo western di Sergio Leone, che infatti, inizialmente, si intitolò "Due magnifici straccioni". Poi verrà imbarcato il terzo protagonista, il brutto Eli Wallach.
Tutti e tre i film si avvalsero delle notevoli colonne sonore di Ennio Morricone (il quale, proprio con Il buono, il brutto, il cattivo, inizia a comporre le musiche prima del film sulla base della sceneggiatura, e non dopo, sul montato), compositore reso noto proprio grazie a queste opere, che accompagnerà Leone nella realizzazione dei tre successivi film fino a C'era una volta in America, nel 1984. Basandosi su questi successi, nel 1968 Leone dirige quello che nelle intenzioni avrebbe dovuto essere il suo ultimo western, C'era una volta il West. Girato negli scenari della Monument Valley, in Italia e in Spagna, il film risultò come una lunga, violenta e quasi "onirica" meditazione sulla mitologia del West.
Al soggetto collaborarono anche due altri grandi registi, Bernardo Bertolucci e Dario Argento; quest'ultimo, all'epoca, era ancora quasi completamente sconosciuto. La sceneggiatura fu invece scritta da Sergio Donati, insieme con Leone. Prima dell'uscita nelle sale, tuttavia, il film fu ritoccato e modificato dai responsabili dello studio portando a una versione accorciata, della durata di circa 165 minuti. La pellicola originale, con il montaggio del regista che dura complessivamente circa 175 minuti, è stata riscoperta e rivalutata solo anni dopo. Il film, insieme con Il buono, il brutto, il cattivo e C'era una volta in America, è considerato tra i migliori del regista, ed è uno dei capisaldi del genere western.

### Gli anni settanta: i film negli USA

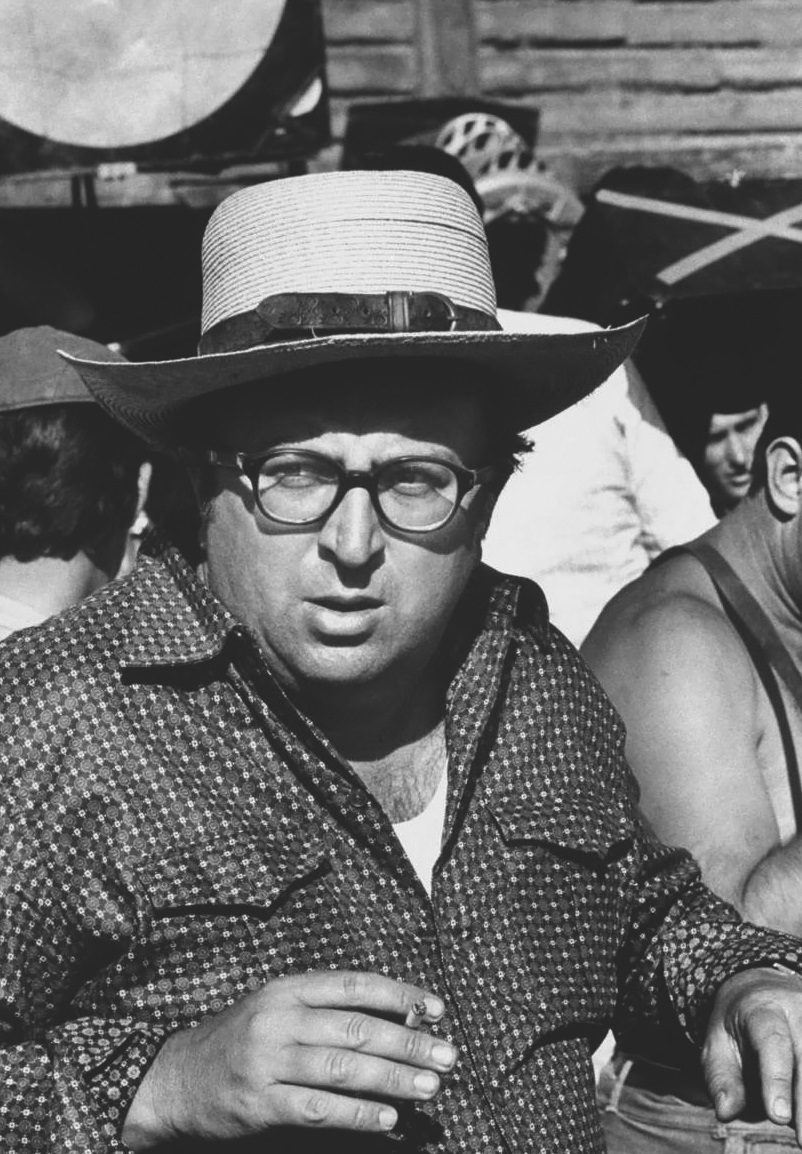
Sergio Leone durante le riprese di Un genio, due compari, un pollo (1975)

Nel 1970 venne contattato dalla Paramount per dirigere il film Il padrino, ma Leone declinò l'offerta. Successivamente diresse Giù la testa, nel 1971, un progetto messo su in poco tempo con un budget medio, interpretato da James Coburn e Rod Steiger. Inizialmente il film doveva avere Leone (che già da quattro anni stava pensando al suo C'era una volta l'America, titolo iniziale del film) come produttore esecutivo e come registi furono presi in considerazione Peter Bogdanovich, Sam Peckinpah e Giancarlo Santi, che era stato aiuto regista di Leone in Il buono, il brutto, il cattivo e C'era una volta il West.
Ma alla fine Leone curò la regia del progetto, in quello che è il film dove manifesta maggiormente le sue riflessioni sull'umanità e la politica. Secondo alcuni si tratterebbe di un film scomodo, bombarolo, visto il messaggio politico prima dei titoli di apertura tratto dai pensieri di Mao Zedong e anche il titolo statunitense: A Fistful of Dynamite (oltre a "Duck You Sucker!"), ovvero "un pugno di dinamite". Il riflesso di questo si trova in un film collettivo di controinformazione dello stesso anno 1971: 12 dicembre or document on Pinelli, in cui c'è la firma anche di Sergio Leone.
Nel frattempo Leone non rimase completamente inattivo: fondata col cognato Fulvio Morsella la casa di produzione "RAFRAN Cinematografica" (acronimo dai nomi dei suoi tre figli: RAffaella, FRancesca, ANdrea), avviò la produzione di due western "picareschi": il primo, con la regia di Tonino Valerii Il mio nome è Nessuno, con Terence Hill e Henry Fonda (dove Leone diresse — per sua stessa ammissione — due sequenze del film, ma si fece accreditare solo come produttore esecutivo e soggettista). Poi, con la regia di Damiano Damiani la pellicola Un genio, due compari, un pollo, girandone (dopo l'abbandono del set da parte del regista) le scene iniziali (altre sequenze furono girate da Giuliano Montaldo) e diventandone assieme a Claudio Mancini il produttore esecutivo. Anche durante la lavorazione di questo film, il nome di Sergio Leone non fu accreditato nei titoli di apertura.
Venne contattato dal regista Stanley Kubrick, che in quel periodo stava girando Barry Lyndon, che voleva sapere come Leone fosse riuscito ad armonizzare musica e immagini nelle sequenze di C'era una volta il West, per poter replicare la stessa tecnica per il suo film. Successivamente con la sua casa di produzione RAFRAN produsse anche Il gatto, del 1977 di Luigi Comencini e Il giocattolo del 1979 di Giuliano Montaldo.

### Gli anni ottanta: il ritorno in Italia

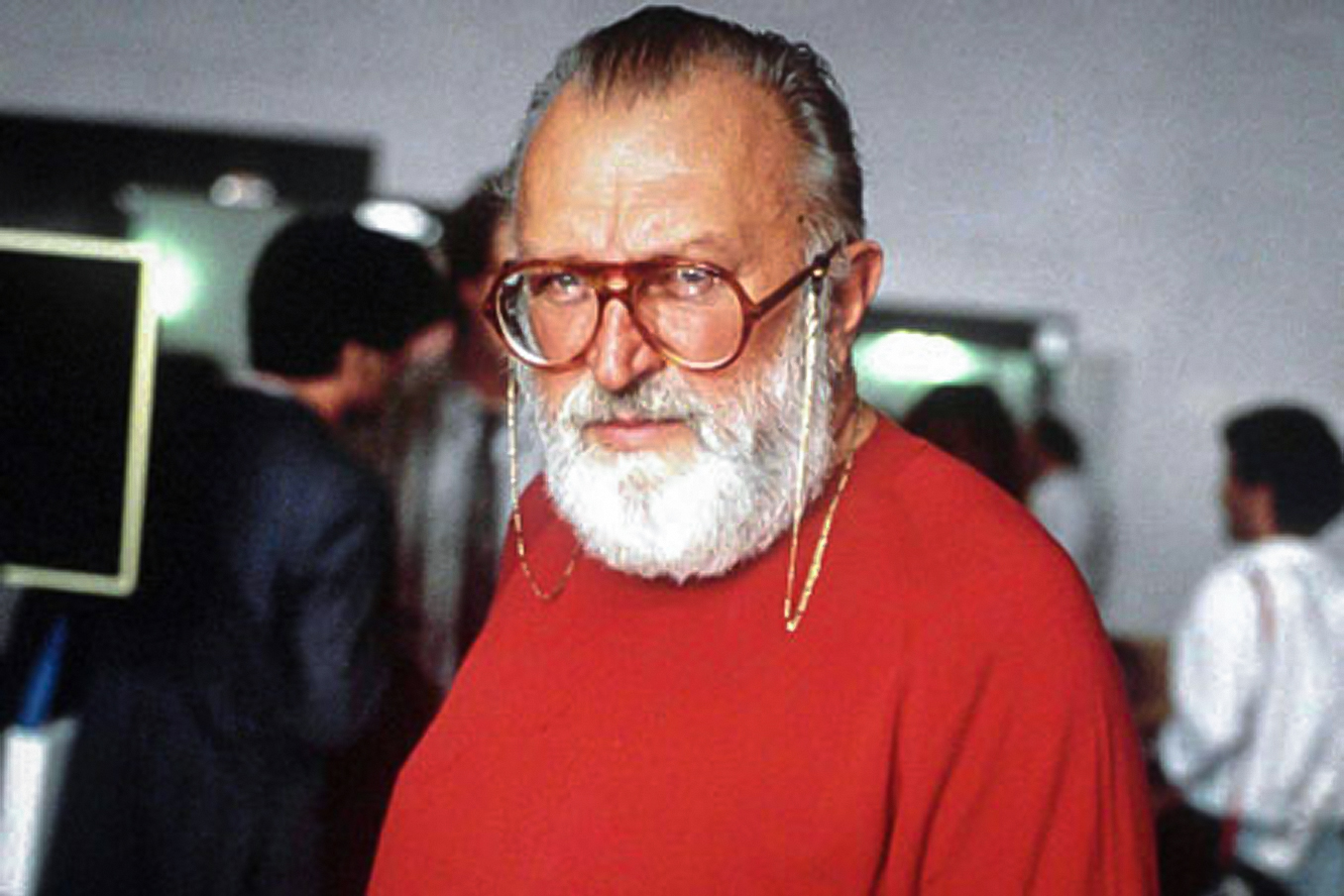
Sergio Leone sul set di C'era una volta in America (1984)

All'inizio degli anni ottanta Leone fece produrre dalla Medusa due film di Carlo Verdone: Un sacco bello (1980) e Bianco, rosso e Verdone (1981). Infatti il regista era molto amico del padre di Carlo, Mario Verdone, noto critico di cinema, e come un padre Leone aiutò Carlo nella realizzazione dei suoi primi due film, consigliandolo nelle scelte di regista .
Dalla seconda metà degli anni sessanta fino agli anni ottanta Sergio Leone lavorò per circa quindici anni a un proprio progetto epico, questa volta incentrato sull'amicizia di due gangster ebrei a New York: C'era una volta in America (1984), un'idea nata prima ancora di C'era una volta il West. Il film ebbe grande successo di pubblico e critica in tutto il mondo, tranne che negli USA in cui fu proposta dalla produzione una versione ridotta nella durata (140 minuti anziché 220) e sconvolta nella struttura temporale. Il rimontaggio dell'opera, fatto in ordine cronologico stravolgendo l'impostazione originale dei flashback e flashforward, causò dunque un flop sul mercato statunitense, anche se la versione originale, proposta in Europa e quella proposta anni dopo sia in VHS sia in DVD, riscosse grande apprezzamento.
Nel 1986 si ritrova di nuovo a lavorare con l'amico Carlo Verdone, questa volta nella realizzazione del film Troppo forte, con lo stesso Verdone, Mario Brega e Alberto Sordi protagonisti e Sal Da Vinci. Leone ne scrisse il soggetto e la sceneggiatura assieme a Verdone e a Rodolfo Sonego.
Nel 2011 i figli di Sergio Leone hanno acquistato i diritti del film C'era una volta in America per l'Italia e hanno annunciato un'opera di restauro della pellicola. L'operazione ha previsto anche l'aggiunta di 25 minuti di scene eliminate, presenti nel primo montaggio realizzato dal regista, e il ripristino del doppiaggio originale. La pellicola, restaurata dalla Cineteca di Bologna, è stata proiettata il 18 maggio 2012 al 65º Festival di Cannes, con la presenza in sala di Robert De Niro, James Woods, Jennifer Connelly, Elizabeth McGovern ed Ennio Morricone. Il film in versione restaurata è stato proiettato al cinema dal 18 al 21 ottobre 2012 e dall'8 all'11 novembre 2012. È uscito in DVD e Blu-ray il 4 dicembre 2012.

### Gli ultimi progetti e la morte
All'inizio del 1989 fondò la Leone Film Group, casa di produzione cinematografica. Quando morì era al lavoro su un progetto che avrebbe dovuto riguardare l'assedio di Leningrado durante la seconda guerra mondiale. Il film avrebbe dovuto raccontare, oltre che le pagine più drammatiche della guerra in Russia, una storia d'amore tra un giornalista statunitense e una ragazza russa, in un ideale messaggio di pace fra le due superpotenze. L'URSS di Gorbačëv, in piena perestrojka, aveva già concesso alla casa di produzione del regista un'autorizzazione di massima per le riprese sul suolo sovietico, ma la morte di Leone fece sfumare tutto. Nel 2001 il regista Jean-Jacques Annaud si ispirò a questo soggetto per Il nemico alle porte, trasferendo però l'azione nell'assedio di Stalingrado.
Sergio Leone è stato anche regista di sette spot pubblicitari, come nel caso del primo, il premiatissimo "Il diesel si scatena", girato nel 1981, su commissione della Publicis, per reclamizzare la Renault 18. Nel 2004 è stato reso pubblico dal figlio un lungo trattamento inedito, quasi una pre-sceneggiatura, di una cinquantina di pagine, intitolato Un posto che solo Mary conosce, pubblicato poi in esclusiva mondiale dal mensile di cinema italiano Ciak. Quest'ultimo progetto - scritto insieme a Luca Morsella (suo aiuto-regista in C'era una volta in America) e a Fabio Toncelli (autore di documentari) - è l'unico di cui rimane una stesura completa ed esauriente della trama e dei personaggi. Si trattava di un progetto di un nuovo film western pensato per due grandi attori statunitensi (si parlò allora delle stelle nascenti Richard Gere e Mickey Rourke).
Le vicende dei protagonisti si svolgono sullo sfondo di un grande affresco storico, la guerra di secessione americana, secondo le linee e le tematiche più pure del cinema "leoniano"; il titolo richiama un verso dell'Antologia di Spoon River ("a secret none but Mary knows") tratto dall'epitaffio di Francis Turner.
Sergio Leone morì il 30 aprile 1989, all'età di 60 anni, per un arresto cardiocircolatorio, nella notte nella propria abitazione; fu inutile l'arrivo dell'ambulanza. Il funerale si tenne mercoledì 3 maggio nella basilica di San Paolo fuori le mura, dopo di che la salma del regista, dopo una prima sepoltura nel cimitero del Verano, dal 1997 è sepolta nel piccolo cimitero del borgo di Pratica di Mare.

### Lo stile e la tecnica del western
Leone portò nel genere western (e non solo) grandi novità e il suo stile è influente ancora oggi. I personaggi di Leone presentano elementi di marcato realismo e verità: raramente sono sbarbati e appaiono sporchi e talvolta rozzi. Si presentano in genere come antieroi, personaggi dalle personalità complesse, astuti e spesso senza alcuno scrupolo. Questi elementi di crudo realismo continuano a vivere in alcuni western odierni.
"Da C'era una volta il West in poi il sogno americano di Leone inventa una delle più entusiasmanti avventure di emigrazione intellettuale di un europeo verso gli Stati Uniti degli ultimi cinquant'anni. Lo sguardo si allarga e il regista, pur mantenendo la capacità analitica di scomposizione dell'azione e di arresto del tempo, conquista il senso dello sguardo fordiano, il piacere di far cavalcare l'occhio entro coordinate geografiche conosciute" (Gian Piero Brunetta).

## Vita privata
Sergio Leone è stato sposato con Carla Ranaldi per 29 anni, fino alla morte del regista. Lavorò anche lei in ambito artistico: fu prima ballerina del Teatro dell'Opera di Roma e, in seguito, lavorò come coreografa nel film Il colosso di Rodi diretto dal marito (mentre le coreografie del film C'era una volta in America sono di Gino Landi). Dalla loro unione nacquero tre figli: Francesca, Raffaella e Andrea, gli ultimi due titolari e amministratori della casa di produzione Leone Film Group. Nel 1969 rischiò di essere ucciso nell'eccidio di Cielo Drive: si trovavano infatti negli USA per lavoro, lui e lo sceneggiatore Luciano Vincenzoni, quando furono invitati a casa di Sharon Tate (all'epoca moglie di Roman Polański). Vincenzoni declinò l'invito a causa di un impegno precedente e il giorno successivo, venendo a sapere dalla televisione della strage, temette che anche Sergio Leone fosse morto. Fortunatamente questi aveva invece rinunciato all'ultimo minuto perché, non parlando bene l'inglese, temeva di sentirsi a disagio.
La passione calcistica di Sergio Leone è materia controversa. Alcuni aneddoti di Ennio Morricone e Carlo Verdone descrivono il regista come un tifoso della Lazio, ma i suoi parenti hanno smentito tali racconti, asserendo che Leone fosse in realtà un tifoso della Roma, come il resto della sua famiglia. Quest'ultima tesi è apparentemente confermata da alcune dichiarazioni dello stesso Leone risalenti al 1984: «Sono romanista incallito con moglie e figli che impazziscono per il calcio [..]» e «Sono tifoso facendo finta di non esserlo. Ho un'accesa polemica in famiglia dove girano troppi romanisti. Io amo poco i tifosi sperticati. Preferisco gli sportivi, ragionano di più senza tirare in ballo la sfortuna, la perfezione propria contro la stupidità degli altri. Naturalmente ho la tessera e vado regolarmente all’Olimpico.»

## Influenza culturale
Quentin Tarantino lo ha definito il primo regista post-moderno, che ha influenzato numerosissimi registi.
Stanley Kubrick dichiarò che non avrebbe potuto realizzare Arancia meccanica, se non avesse visto Il buono, il brutto, il cattivo.
Per la sua importanza nello sviluppo del cinema, non solo per quel che riguarda il western, nel 1992 Clint Eastwood, regista e interprete de Gli spietati, inserì nei titoli di coda la dedica "A Sergio". Lo stesso ha fatto undici anni dopo, nel 2003, Quentin Tarantino, nei titoli di Kill Bill: Volume 2. Grande amante del cinema italiano e di Leone, secondo un aneddoto raccontato dallo stesso regista sul set de Le iene del 1992, agli inizi della propria carriera, non conoscendo ancora tutti i termini tecnici cinematografici era solito chiedere ai propri cameraman "give me a Leone", ovvero "datemi un Leone", per avere uno di quei suggestivi primissimi piani sui dettagli, marchio di fabbrica del regista romano.
Stephen King, nell’introduzione all’edizione del 2003 de La torre nera, una serie di romanzi di genere fantastico (una commistione di fantasy, fantascienza, horror e western), indica tra le fonti Il Signore degli Anelli e Il buono, il brutto, il cattivo. Scrive King: «Nel 1970 [...] , in una sala cinematografica quasi deserta, vidi un film diretto da Sergio Leone. Si intitolava “Il buono, il brutto, il cattivo” e prima ancora di essere arrivato a metà capii che quello che volevo scrivere era un romanzo che contenesse il senso della ricerca e la magia di Tolkien, ma avesse come scenario il West quasi assurdamente maestoso di Leone. [...] “Il buono, il brutto, il cattivo” è un film epico che rivaleggia con “Ben Hur”».
Nel 2002 il cantautore statunitense Jackson Browne ha dedicato al regista una canzone intitolata col suo nome e contenuta nell'album The Naked Ride Home.
Nel 2013 il gruppo rap italiano Colle der Fomento gli ha dedicato una canzone col titolo Sergio Leone.

## Filmografia

### Regista e sceneggiatore
- Gli ultimi giorni di Pompei (1959) – non accreditato, co-regia di Mario Bonnard
- Il colosso di Rodi (1961)
- Per un pugno di dollari (1964)
- Per qualche dollaro in più (1965)
- Il buono, il brutto, il cattivo (1966)
- C'era una volta il West (1968)
- Giù la testa (1971)
- C'era una volta in America (Once Upon a Time in America) (1984)

### Sceneggiatore
- Afrodite, dea dell'amore, regia di Mario Bonnard (1958)
- Nel segno di Roma, regia di Guido Brignone e Michelangelo Antonioni (1959)
- Gli ultimi giorni di Pompei, regia di Mario Bonnard (1959)
- Le sette sfide, regia di Primo Zeglio (1961)
- Romolo e Remo, regia di Sergio Corbucci (1961)
- Le verdi bandiere di Allah, regia di Giacomo Gentilomo e Guido Zurli (1963)
- Troppo forte, regia di Carlo Verdone (1986)

### Produttore
- Il mio nome è Nessuno, regia di Tonino Valerii (1973)
- Un genio, due compari, un pollo, regia di Damiano Damiani (1975)
- Il gatto, regia di Luigi Comencini (1977)

### Produttore esecutivo
Non accreditato:
- Il giocattolo, regia di Giuliano Montaldo (1979)
- Un sacco bello, regia di Carlo Verdone (1980)
- Bianco, rosso e Verdone, regia di Carlo Verdone (1981)
- Troppo forte, regia di Carlo Verdone (1986)

### Attore
- La bocca sulla strada, regia di Roberto Roberti (1941)
- Ladri di biciclette, regia di Vittorio De Sica (1948) – non accreditato
- Milano miliardaria, regia di Marcello Marchesi e Vittorio Metz (1951) – non accreditato
- Il folle di Marechiaro, regia di Roberto Roberti (1952)
- Hanno rubato un tram, regia di Aldo Fabrizi (1954)
- Per qualche dollaro in più, regia di Sergio Leone (1965) – non accreditato, voce
- Sai cosa faceva Stalin alle donne?, regia di Maurizio Liverani (1969)
- Salvate Sad Hill (Desenterrando Sad Hill), regia di Guillermo de Oliveira (2017) – immagini di repertorio
- Sergio Leone - L'italiano che inventò l'America, regia di Francesco Zippel (2022) – immagini di repertorio

### Direttore della seconda unità
- Quo vadis? (1951) – non accreditato
- Elena di Troia (1956) – non accreditato
- Ben-Hur (1959) – non accreditato
- Gli ultimi giorni di Pompei, regia di Mario Bonnard (1959)
- Sodoma e Gomorra (1962) – versione italiana

### Assistente regista
- Il trovatore, regia di Carmine Gallone (1949)
- La forza del destino, regia di Carmine Gallone (1950)
- Taxi di notte, regia di Carmine Gallone (1950)
- Il voto, regia di Mario Bonnard (1950)
- Il brigante Musolino, regia di Mario Camerini (1950)
- I tre corsari, regia di Mario Soldati (1952)
- Il folle di Marechiaro, regia di Roberto Roberti (1952)
- La tratta delle bianche, regia di Luigi Comencini (1952)
- Jolanda, la figlia del Corsaro Nero, regia di Mario Soldati (1953)
- L'uomo, la bestia e la virtù, regia di Steno (1953)
- Frine, cortigiana d'Oriente, regia di Mario Bonnard (1953)
- Tradita, regia di Mario Bonnard (1954)
- Questa è la vita, regia collettiva (1954)
- La ladra, regia di Mario Bonnard (1955)
- Mi permette, babbo!, regia di Mario Bonnard (1956)
- Il maestro..., regia di Aldo Fabrizi (1957)
- Afrodite, dea dell'amore, regia di Mario Bonnard (1958)
- La legge mi incolpa (Quai des illusions), regia di Émile Couzinet (1959)
- Il figlio del corsaro rosso, regia di Primo Zeglio (1959)
- Gastone, regia di Mario Bonnard (1960)
- Sodoma e Gomorra, regia di Robert Aldrich (1962)

### Pubblicità
Nel corso della sua carriera Sergio Leone ha diretto alcuni spot pubblicitari:
- Renault 18, Petra, con musiche di Ennio Morricone (1981)
- Renault 18, Il diesel si scatena, con musiche di Ennio Morricone, premio francese Minerva (1981)
- Talbot Solara (1982)
- Whisky J&B (1986)
- Renault 19 (1989) – incompleto

## Riconoscimenti
- Golden Globe
  - 1985 – Candidatura al miglior regista per C'era una volta in America
- BAFTA
  - 1985 – Candidatura al miglior regista per C'era una volta in America
- David di Donatello
  - 1972 – Miglior regista per Giù la testa
  - 1984 – David René Clair
  - 1985 – Candidatura al miglior regista straniero per C'era una volta in America
- Nastro d'argento
  - 1985 – Regista del miglior film per C'era una volta in America
- Giffoni Film Festival
  - 1987 – Nocciola d'Oro

## Omaggi
- Nel 2022 è stato realizzato un docufilm dal titolo Sergio Leone - L'italiano che inventò l'America,[41] presentato nella sezione classici alla Mostra del cinema di Venezia.
- Il comune di Zagarolo gli ha intitolato una via.